# Wolfenden Report
Het Wolfenden Report is een in Groot-Brittannië gepubliceerd rapport (1957), geschreven door een parlementaire commissie die was ingesteld nadat een aantal prominente figuren was veroordeeld voor homoseksuele activiteiten. De overheid wilde dat de commissie haar zou adviseren over de mogelijke decriminalisatie van homoseksualiteit.
De commissie bestond uit veertien personen en werd geleid door Lord John Wolfenden (1906-1985), naar wie het rapport genoemd zou worden. Verder waren onder andere een psychiater, een parlementslid, een presbyteriaanse dominee en een rechter lid van de commissie. Gedurende de 62 dagen dat zij onderzoek deden werden vele getuigen gehoord, waaronder politieagenten, vertegenwoordigers van religieuze instellingen, homoseksuelen en psychiaters.
Uiteindelijk publiceerde het comité een rapport waarin de overheid werd aangemoedigd om homoseksuele activiteiten tussen twee mannen niet langer als een criminele activiteit te zien. Verder verklaarde het geschrift dat er geen bewijs was gevonden waarop men zou kunnen baseren dat homoseksualiteit een ziekte was. Ondanks het dringende advies werd de Britse wet pas tien jaar later, in 1967 gewijzigd. John Wolfenden werd in 1997 gekozen als een van de vijfhonderd helden voor homo's en lesbiennes.